# Haematopinus latus
Haematopinus latus är en insektsart som beskrevs av Neumann 1909. Haematopinus latus ingår i släktet Haematopinus och familjen hovdjurslöss. Inga underarter finns listade i Catalogue of Life.